# Saint-Cirgues-sur-Couze

Saint-Cirgues-sur-Couze este o comună în departamentul Puy-de-Dôme, Franța. În 1 ianuarie 2022 avea o populație de 348 de locuitori.